# Endasys inflatus
Endasys inflatus là một loài tò vò trong họ Ichneumonidae.